# Hanke Bruins Slot

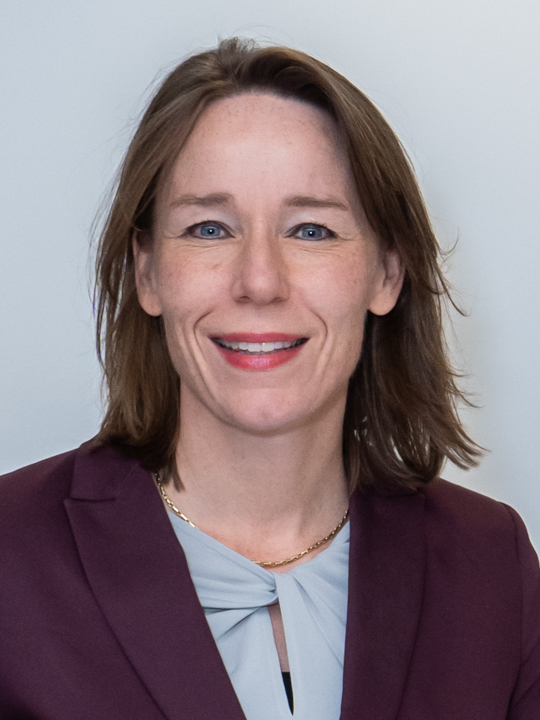
Hanke Bruins-Slot (2023)

Hanke Gerdina Johannette Bruins Slot (* 20. Oktober 1977 in Apeldoorn) ist eine niederländische Offizierin der Koninklijke Landmacht (Generalmajor) und ehemalige Politikerin der Christen-Democratisch Appèl (CDA). Sie war von 2010 bis 2019 Abgeordnete in der Zweiten Kammer, von Januar 2022 bis September 2023 Innenministerin und anschließend bis Juli 2024 Außenministerin der Niederlande.

## Leben
Ihr Vater ist der CDA-Politiker Harm Bruins Slot. Nach dem Abitur studierte Bruins Slot von 1996 bis 2001 niederländisches Recht, Schwerpunkt Staats- und Verwaltungsrecht, an der Universität Utrecht. Danach arbeitete sie vier Jahre als Referentin im Innenministerium. Von 2005 bis 2007 absolvierte sie eine Ausbildung zur Berufsoffizierin der Artillerie an der Koninklijke Militaire Academie in Breda. Anschließend diente sie als Zugführerin einer Panzerhaubitzen-Einheit in den Niederländischen Streitkräften, 2008 war sie in der afghanischen Provinz Urusgan im Einsatz. Von 2009 bis zu ihrem Wechsel in die Politik war sie interimsweise Stabsoffizierin beim Einsatzleiter des Kommandos Landstreitkräfte. 
Von 2010 bis 2019 war Bruins Slot Abgeordnete des Christen-Democratisch Appèl (CDA) in der Zweiten Kammer der Generalstaaten. Von Januar 2022 bis September 2023 war sie Ministerin für Inneres und Königreichsbeziehungen im Kabinett Rutte IV. Nach dem Wechsel des bisherigen Außenministers Wopke Hoekstra in die EU-Kommission war Bruins Slot von September 2023 bis Juli 2024 im selben Kabinett Außenministerin.
Im Februar 2025 wurde sie als Offizierin der Landstreitkräfte reaktiviert und zum Generalmajor befördert.
Sie wohnt in Utrecht und ist mit einer Frau verheiratet.